# Bembecia crimeana
Bembecia crimeana (лат.) — вид бабочек из рода Bembecia, открытый в 2018 году. Вид описан по самцу, самка пока не описана. Латинское название дано в честь места обитания данного вида — Крымский полуостров. Описана русскими учёными О. Г. Горбуновым и К. А. Ефетовым.

## Описание
Длина тела 13,8 мм; переднее крыло 8,8 мм; антенна 5,2 мм. Голова: черные усики с темно-сине-фиолетовым блеском и примесью бледно-желтоватых чешуек, вентрально более плотными на конце; скапус черный с тёмным
сине-зелёным блеском сзади и белым спереди;
лоб белый с несколькими серо-коричневыми чешуйками с бронзово-фиолетовым блеском посередине; темя черное с темно-зеленоватым
блеском, смешанным с белыми волосовидными чешуйками, с минутным
пятном из нескольких белых чешуек между глазком и основанием
антенна; губные щупики белые со светло-кремовым блеском,
с широкой черной полосой снаружи-вентрально; затылочная
кайма белая с легким кремовым блеском и примесью
отдельных черных волосков на спине. Грудь: спина черная с тёмным бронзово-зеленым блеском и примесью белых со светло-кремовым блеском чешуек спереди, сбоку белая со светло-кремовым блеском; тегула
чёрная с темно-пурпурно-зеленым отливом, покрытая
плотными белыми волосовидными чешуйками с несколькими белыми или бледными
желтые чешуйками как внутри, так и сзади и с
небольшим пятном от белого до бледно-желтого цвета со светло-кремовым блеском
у основания переднего крыла; среднегрудь чёрная с темно-фиолетово-зеленым блеском, покрыта густыми волосовидными чешуйками от белого до бледно-желтого цвета; заднегрудь от темно-коричневого до черного
с пурпурно-зеленым блеском, с двумя маленькими белыми до бледных
жёлтыми пятнами посередине и пучок от белого до бледно-желтого цвета
волосы сбоку; грудь сбоку тёмно-серо-коричневая с
зелено-фиолетовым блеском, смешанная с белыми или бледно-желтыми
чешуями с лиловым блеском; сзади и метимер, и метамерон от темно-коричневого до чёрного с темно-синим
блестящими, покрытые белыми волосками. Ноги: шейная пластина белая
со светло-кремовым блеском и примесью темно-серого
чешуя с бронзовым блеском; передние тазики от темно-серого до черного
с темно-зеленым блеском, с белыми краями со светлым
кремовым блеском; передние бедра белые со светло-кремовым блеском,
экстеробазально с несколькими темно-коричневыми или черными чешуйками;
передние голени сверху черные с темно-синим смешанным блеском
с беловатыми волосками, снизу от бледно-желтого до белого с
лёгким кремовым блеском; передние лапки от бледно-желтого до белого цвета с
лёгким кремовым блеском и примесью чёрных чешуек
с темно-синим блеском на трех дистальных члениках сверху; середина тазика черная с тёмно-зелёно-бронзовым блеском, с
несколькими чешуйками от бледно-жёлтого до белого цвета со светло-кремовым блеском; середина бедра внутри от бледно-желтого до белого с
золотистый блеск, снаружи черный с зелёно-бронзовым отливом;
блеск от бледно-желтого до белого спереди и
с длинными бледно-желтыми или белыми волосками сзади; средние голени черные с темно-зелено-голубым блеском, с примесью отдельных бледно-желтых до белых чешуек внутри
и большое пятно от бледно-желтого до желтого экстеромедиально;
шпоры от бледно-желтых до белых с золотистым блеском, серовато-чёрных с бронзовым блеском, смешанных с бледно-жёлтым.
Белые чешуйки с золотистым блеском снаружи и бледные
от жёлтого до белого с золотым блеском внутри-вентрально;
задние тазики чёрные с тёмно-зелёно-бронзовым блеском и
узкой полоской от бледно-жёлтого до белого цвета внутри; задние бедра внутри от бледно-жёлтого до белого цвета с золотистым блеском,
снаружи чёрные с зелёно-бронзовым блеском узко
от светло-желтого до белого спереди и с длинными светло-желтыми до белых волосками сзади; задние голени чёрные с
тёмно-зелёно-голубым блеском и примесью отдельных
чешуек от бледно-жёлтых до белых, с большим редким кольцом от бледно-жёлтого до белого со светло-кремовым оттенком посередине; шпоры
от бледно-жёлтого до белого с золотистым блеском; задняя лапка
от бледно-жёлтого до белого цвета с золотистым блеском, узкотёмная
от коричневого до черного с золотым блеском снаружи. Брюшко черное с тёмно-зелёно-бронзовым блеском; тергиты 2,
4, 6 и 7 с широкой бледно-желтой полосой дистально;
3-й и 5-й тергиты сзади медиальны с несколькими желтыми чешуйками; стернитов 1 + 2, 5-7 вентрально с узкой
дистально бледно-желтой полосой, 4-й стернит с широким светлым пятном.
жёлтая полоса дистальная; анальный хохолок на спине черный с темным
синим блеском сбоку и бледно-жёлтым анально.

### Гениталии
Комплекс тегумен-ункус относительно узкий;
хорошо развитый андрокониальный риф, около 0,75
раза длиннее комплекса тегумена-ункуса;
латеральный гребень субкордиформный, варьируется примерно
вдвое короче и несколько уже кристы,
медиально примерно в два раза шире, чем
медиальный гребень; створка трапециевидно-яйцевидная, гребень сумки прямой, косой, длинный;
доходит до вентрального конца створки, покрыта заострёнными
щетинками в краниальной половине, каудальная часть ряда щетинок
вентральна и состоит из щетинок с плоской вершиной; саккус узкий, округлый в основании, длинный, около
в 1,5 раза длиннее облигации; эдеагус
тонкий, прямой, чуть короче вальв; везика с
многочисленными маленькими роговидными отростками.

### Индивидуальная вариация
Собранные образцы
вида различаются по количеству белых или бледно-желтых
чешуек на разных частях тела, особенно на
животе. Внешняя прозрачная область
несколько варьирует по количеству клеток от описанных выше до трех, где клетка между жилками М3
CuA1 не развита. Размер латерального гребня в половых органах самцов также вариабелен. Кроме того, особи немного различаются по
индивидуальному размеру: крыловидное сечение 19,0-21,0 мм; длина тела 13,7-14,2 мм; переднее крыло 8,7-9,3 мм; антенна
5,1-5,4 мм.

### Сравнения
Оба внешне
и по строению гениталий самца этот новый вид кажется наиболее близким к Bembecia volgensis, под которым он однажды был ошибочно зарегистрирован в Крыму. Bembecia crimeana можно отличить
от "B. volgensis по окраске антенн
(черный с фиолетовым отливом у последнего вида), заднегрудь (полностью черная с бронзовым отливом у B. volgensis),
анальный край и апикальная область переднего крыла дорсальны
(анальный край желтый с примесью отдельных
коричневая и светло-коричневых чешуй и желтая апикальная область
между жилками у последнего вида), внешний край
как переднее, так и заднее крыло снизу (от желтого до бледно-желтого с золотым блеском у B. volgensis), а дискальное
пятно заднего крыла (желтое у последнего вида). Кроме того, прозрачные участки переднего крыла
более сильно развиты у B. volgensis. Так, задняя прозрачная область у последнего вида достигает
дискального пятна, а наружная прозрачная область разделена на 5 или 6 ячеек между жилками R3-CuA1. Кроме того, эти два вида можно разделить по форме
вальвы (несколько более узкая у В. volgensis) и мешочной кристы (укороченная у сравниваемых видов). Как правило,
новый вид крупнее и выглядит более темным, а не желтоватым. От Bembecia vulcanica этот новый
вид четко различается по окраске брюшка
(тергиты 2-7 с белыми задними краями у сравниваемых видов), по строению наружной
прозрачной области переднего крыла (больше, на уровне жилок
M2 примерно в 4 раза шире дискового пятна у B. vulcanica), а также строением мешочной кристы в
мужских гениталиях (у последних видов короче и выше).
От Bembecia handiensis B. crimeana может быть отделена
за счет отсутствия желтых или желто-оранжевых чешуек
на голове, груди, ногах и передних конечностях. От всех остальных
восточноевропейских сородичей, этот новый вид легко
отличается как окраской различных частей
тела и строением мешочной кристы в
гениталиях самцов.